# OSRIC
Pour les articles homonymes, voir Osric.
OSRIC est un jeu de rôle médiéval-fantastique écrit en anglais par Matthew Finch et Stuart Marshall. Il s'agit d'un rétroclone de la première édition de AD&D, c'est-à-dire qu'il cherche à en reproduire les règles le plus fidèlement possible, en tirant parti de l'OGL du d20 System. Son nom est un acronyme pour Old School Reference and Index Compilation.
OSRIC est un des premiers rétroclones de D&D à être paru, et un de ceux qui ont eu le plus de succès,. D'abord publié en 2006 sous une forme minimaliste équivalent à un manuel des joueurs (création de personnage, sortilèges, système de résolution), il est devenu en 2008 un jeu complet de près de 400 pages, incluant catalogue de monstres et de trésors, règles complémentaires, etc. Une version 2.2 est parue en 2011, mais ne fait que des corrections mineures. Cette version est également disponible au format A5, publiée par l'éditeur Usherwood, avec une mise en page optimisée pour ce format et quelques corrections ; c'est cette version qui est téléchargeable sur le site officiel du jeu.
Les règles de base du jeu, ainsi que le bestiaire complémentaire Monsters of Myth, sont mises à disposition gratuitement en version électronique, mais il est également possible d'en acheter des versions physiques en impression à la demande. En mai 2011 sortit une version alternative du livre de base (avec quelques illustrations inédites) passant par un circuit de distribution plus classique : boutiques, salons et vente en ligne.

## Différences avec AD&D
La présentation des règles diffère de celles d'AD&D, dans un souci de ne pas empiéter sur le copyright couvrant cette présentation, et également dans le souci de clarifier voire simplifier certaines points de règles, telle la détermination de l'initiative en combat.
Les auteurs d'OSRIC ont fait le choix d'écarter volontairement plusieurs points de règles du jeu originel, telles les classes de personnages de Barde et de Moine, les codes de trésors aléatoires, les modificateurs au toucher en fonction des armes et armures, les vitesses d'armes, etc.
Par contre, certaines points de règles supplémentaires ont été intégrés, en provenance de suppléments de règles d'AD&D, par exemple les spécialisations en armes issues de Unearthed Arcana, etc.

## Version française
Depuis 2013, une version française du livre de base est téléchargeable sur le site officiel du jeu.
En juillet 2015, les XII Singes ont publié une aventure en solitaire destinée à OSRIC, Les Catacombes de la Ville Morte.